# Rincón de San Francisco Shaxni
Rincón de San Francisco Shaxni är en ort i Mexiko, tillhörande kommunen Acambay de Ruíz Castañeda i den västra delen av delstaten Mexiko, i den centrala delen av landet. Orten hade 130 invånare vid folkräkningen 2010.